# Karlspfund
Das Karlspfund (lat. pondus Caroli)  ist eine aus der Zeit Karls des Großen stammende Gewichtseinheit. Es diente sowohl als Handels- als auch als Münzgewicht. Ein karolingisches Pfund entspricht einer Masse von etwa 408 g. Eingeführt wurde das Karlspfund im Zusammenhang mit König Karls Münzreform um 793/94. Es wurde festgelegt, dass aus einem Karlspfund Silber 240 Denare (= Pfennige) zu prägen seien.
Über das Karolingische Münzsystem und über vom Karlspfund später abgeleitete Einheiten für die Masse hatte das Karlspfund für weite Teile Europas eine hohe Bedeutung. So bestand das auf dem Karlspfund beruhende karolingische Münzsystem in seinen Grundzügen in England bis 1971 fort. Das Karlspfund galt zunächst überall im Karolingerreich sowie mit sinkender Tendenz auch unter den nachfolgenden Liudolfingern. Unter den Saliern, die ab 1024 regierten, wurde die Kölner Mark (als 576 Tausendstel des Karlspfundes) eingeführt und wurde als Münzgewicht dominant. Ähnliche Modifikationen vollzogen sich zur gleichen Zeit für die Handelsgewichte.

## Herleitung des Karlspfunds
Erstmals bezeugt wird das Karlspfund durch eine zeitgenössische Handschrift sowie in Berichten über die Synode von Frankfurt 794. Es heißt dort, dass jetzt im Reich neue Münzen, neue Denare zu prägen seien. Die Denare wurden später auch Pfennige bzw. Pennies genannt. Noch nicht geklärt ist die genaue Herleitung des Sollgewichts des Karlspfunds selbst.
Das Initialgewicht des Karlspfunds kann heute vor allem durch das Wiegen von erhaltenen karolingischen Münzen der frühen Zeit bestimmt werden, wobei aber eine Streuung von mehreren Prozent auftritt. Oft wird in der Literatur das Karlspfund mit 408,25 Gramm oder auch mit ca. 408 g angegeben. Letzteres entspricht einem Denar zu genau 1,7 g.

## Ableitungen des Karlspfunds

### Französische Ableitungen
Seit der Mitte des 12. Jahrhunderts entwickelten sich in Frankreich verschiedene Varianten des Karlspfundes, die zu verschiedenen Zeiten legale Gültigkeit hatten.
- Das Pariser Pfund (Libra parisi) zu knapp 460 g ist seit Ludwig VI., dem Dicken bezeugt und beträgt neun Achtel des Karlspfundes.
- Zu Beginn des 13. Jahrhunderts galt in Frankreich das Livre tournois, das Pfund der Stadt Tours. Dieses war mit dem zeitgleich in Troyes geltenden, frühen Livre de Troyes identisch.
 Das Verhältnis des Livre tournois beträgt genau 9 : 10 bezüglich des Karlspfundes.
- Gleichzeitig entstand in Troyes ein neues System, das spätere Livre de Troyes. Dieses galt seit spätestens 1266 in ganz Frankreich, bis zum 1. August 1793.
 Es wird offiziell und unzweideutig auch „das Pfund der poids-de-marc“  (Markgewichtspfund) genannt. Sein Verhältnis bezüglich des Karlspfundes beträgt 12 : 10.

Die sehr früh und direkt aus Frankreich übernommenen englischen Pfundwerte belegen, dass auch in Frankreich sicherlich lange ein etwas geringerer Wert für das Karlspfund galt.
Der Wert des Pfunds der poids-de-marc entspricht aber auch sehr genau einem siebzigstel der Wassermasse eines französischen Kubikfußes. So liegt der Schluss nahe, dass es genau deshalb in Frankreich zu einer leichten Erhöhung des Gewichtsmaßes gekommen ist. Dieses identifizierte „französische Gewichtskomma“ beträgt etwa 3136 : 3125, also nur + 0,35 %.
| Pfund           | Ratio  | glatte Werte | 3136 : 3125 | empirisch   |
| --------------- | ------ | ------------ | ----------- | ----------- |
| Livre de Troyes | 6 : 5  | 487,71072 g  | ≈ 489,43 g  | ca. 489,5 g |
| Libra parisi    | 9 : 8  | 457,22880 g  | ≈ 458,84 g  | ca. 459,0 g |
| Charlemagne     | 1 : 1  | 406,42560 g  | ≈ 407,86 g  | ca. 408,0 g |
| Livre tournois  | 9 : 10 | 365,78304 g  | ≈ 367,07 g  | ca. 367,0 g |

Das Livre de Troyes, also das Pfund der poids-de-marc, betrug bei seiner Ersetzung durch das Dezimalsystem Ende des 18. Jahrhunderts etwa 489,50585 (genau: 9216/18,82715) g. Beide Begriffe, sowohl der des „Livre de Troyes“, als auch der des „Livre tournois“, werden heute nicht selten synonym zum „Pfund der poids-de-marc“ verwendet.

### Englische Ableitungen
Das Englische Gewichtssystem (Troy weights)  wurde aus Frankreich übernommen. Dabei hielt man sich an die alten Werte des Livre de Troyes, d. h. zwölf Zehntel Karlspfund.
 So lassen sich auch leicht die verschiedenen Verhältnisse (Ratio) direkt zum Karlspfund angeben:
| Pfund       | Ratio     | glatte Werte | offiziell (1958) |
| ----------- | --------- | ------------ | ---------------- |
| London      | 225 : 196 | 466,5600 g   | (466,55215200 g) |
| Avoirdupois | 125 : 112 | 453,6000 g   | (453,59237000 g) |
| Merchant    | 625 : 448 | 437,4000 g   | (437,39264250 g) |
| Karlspfund  | 01 : 1    | 406,4256 g   | (406,41876352 g) |
| Troy        | 045 : 49  | 373,2480 g   | (373,24172160 g) |
| Tower       | 675 : 784 | 349,9200 g   | (349,91411400 g) |

Die metrisch glatten Werte differieren bezüglich der offiziellen Werte (1958) nur um etwa 0,0017 %. Die Ersteren stimmen mit einem englischen Gran von genau 64,8 mg überein.

### Ableitungen im Deutschen Reich
Auch viele wichtige Gewichte im Deutschen Reich, wie zum Beispiel das Wiener Pfund, die Kölner Mark und das Nürnberger Apothekerpfund sind vom Karlspfund abgeleitet. So beträgt zum Beispiel das Verhältnis der Kölner Mark zum Karlspfund genau 576 : 1000.
| Wiener Pfund                                                   | 864 : 625 | 561,84274944 g | (561,2880 g) | (−0,099 %) |
| Kölner Pfund                                                   | 144 : 125 | 468,20229120 g | (467,6246 g) | (−0,123 %) |
| Karlspfund                                                     | 01 : 1    | 406,42560000 g | (408,0000 g) | (+0,387 %) |
| Apothekerpfund                                                 | 216 : 245 | 358,31808000 g | (357,8400 g) | (−0,133 %) |
| Wiener Mark                                                    | 432 : 625 | 280,92137472 g | (280,6440 g) | (−0,099 %) |
| Holländische Mark                                              | 378 : 625 | 245,80620288 g | (246,0839 g) | (+0,113 %) |
| Kölner Mark                                                    | 072 : 125 | 234,10114560 g | (233,8123 g) | (−0,123 %) |
| Das Karlspfund wiegt 500 spätere Goldgrän, oder 8000 Korngrän. |           |                |              |            |

Die relativ große Abweichung des empirischen Karlspfund von knapp 0,4 % – was aber auch noch innerhalb des für alte Gewichte festzustellenden Variationskoeffizienten liegt –  bezieht sich auf das spätere französische, leicht größere Karlspfund.
Die sogenannte Zollvereinsmark wurde 1838 auf 233,8555 g festgesetzt, also nur zirka 0,105 % weniger als der glatte Wert. Kölner und Wiener Mark stehen im Verhältnis 10 : 12. So haben die maßgeblichen Maße des Heiligen Römischen Reiches über tausend Jahre das karolingische Pfund in ihren Ableitungen mit hervorragender Präzision bewahrt.

## Karolingisches Pfenniggewicht
Hauptartikel Karolingisches Münzsystem und Münzen des Mittelalters
Der Schilling (lat. solidus) war nach der karolingischen Münzreform als nichtgemünztes Goldäquivalent für 12 Silberdenare (Denar = Pfennig) nur noch Rechnungsmünze. Rechnerisch entsprach ein Schilling 1/20 des karolingischen Pfundes in Silber. Mit 12 Pfennigen pro Schilling wurden aus einem Pfund Silber 240 karolingischen Silberpfennige tatsächlich geprägt.
Bei historischen Längenmaßen liegt der Variationskoeffizient im Allgemeinen bei einer Genauigkeit von ± 0,2 %. Bei antiken und mittelalterlichen Gewichtsmaßen muss eine Schwankungsbreite von etwa (1,0023 −1) =  3/500 angesetzt werden. Als letztes, höheren metrologischen Präzisionsansprüchen gerecht werdendes Komma wird bei mittelalterlichen Gewichten ein Verhältnis von 126 : 125 sowie ihr Reziprokwert angesehen.
Zu beachten ist, dass die Variationskoeffizienten ab etwa der Renaissancezeit erheblich kleiner werden. Außerdem muss unterschieden werden zwischen den eigentlichen und bekannten Werten der Maße selbst und den bei „Massenproduktion“ unweigerlich auftretenden Toleranzen. Damals, rein technisch bedingt, nicht besser als: Denare von 1,6 bis 1,8 g.
| Pfundgewicht  | Komma     | Pfenniggewicht | Qualifizierung des Münzgewichts        | „Wasserfuß“                             |
| ------------- | --------- | -------------- | -------------------------------------- | --------------------------------------- |
| 409,6770048 g | 126 : 125 | 1,70698752 g   | übergewichteter karolingischer Pfennig | ≈ 297,1 mm                              |
| 409,6770048 g | 126 : 125 | 1,70698752 g   | etwas schwerer karolingischer Pfennig  | ≈ 297,1 mm                              |
| 408,2400000 g | 225 : 224 | 1,70100000 g   | ≈ 296,7 mm                             |                                         |
| 408,2400000 g | 225 : 224 | 1,70100000 g   | ≈ 296,7 mm                             | gewichteter karolingischer Pfennig      |
| 406,4256000 g | 001 : 1   | 1,69344000 g   | ≈ 296,3 mm                             |                                         |
| 404,6192540 g | 224 : 225 | 1,68591360 g   | ≈ 295,9 mm                             |                                         |
| 404,6192540 g | 224 : 225 | 1,68591360 g   | ≈ 295,9 mm                             | etwas leichter karolingischer Pfennig   |
| 403,2000000 g | 125 : 126 | 1,68000000 g   | ≈ 295,5 mm                             |                                         |
| 403,2000000 g | 125 : 126 | 1,68000000 g   | ≈ 295,5 mm                             | untergewichteter karolingischer Pfennig |

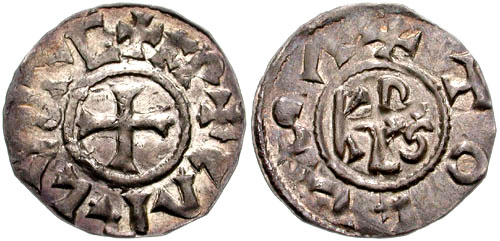
Dieser Denier wiegt nur noch 1,19 Gramm. Offensichtlich etwa im späteren französischen Deniergewicht (≈ 1,275 g) gemünzt, also nicht mehr im früheren, karolingischen Denargewicht.

Tatsächlich gibt es unter den erhaltenen karolingischen Silberpfennigen sowohl einige übergewichtete, als auch untergewichtete Exemplare, schon weil Silbermünzen keine geeichten Gewichtsstücke für eine Präzisionswaage darstellen. Zwar blieb das Karlspfund als Gewicht stabil, bekannt und erhalten, trotzdem kam es bald durch leichtere Ausprägungen zur Steigerung des Schlagschatzes zum Rückgang des tatsächlichen Münzgewichts. Das heißt, um ein Karlspfund auf der Waage aufzuwiegen, mussten bald mehr als die theoretischen 240 Denare in die andere Waagschale gelegt werden (cf. Inflation). Später hatten die Pfennige oft nur noch drei Viertel des Sollgewichts.

## Vereinfachter Wert des Karlspfundes
- Als bester vereinfachter Wert des Karlspfundes ist wohl nur der Wert 406 ½ Gramm zu nennen. Der einzige Nachteil dieses Wertes ist, dass für den Denar mit 1,69375 g im Wert sich dann doch wieder rechnerisch eine fünfstellige Nachkommazahl ergibt.
- Der Wert 405 g, ebenfalls 7-glatt, bedeutet für den Denar rechtsseitige Vierstelligkeit. Im Ergebnis liegt dieser Wert des Karlspfundes dem englischen Gewichtssystem zugrunde.
- Der Wert 406 g ergäbe einen Periodenwert für den Denar. Dieser Wert wird aber dennoch durch die Zollvereinsmark gestützt.
- Der Wert 408 g ist sicher nicht falsch, wenn auch etwas hoch. Er ergibt sich praktisch auch als zehn Zwölftel des alten französischen Pfundes. Außerdem ist dieser Wert der einzige mit nur einer einstelligen Nachkommazahl für den Denar und bleibt somit akzeptabel.
- Der Wert (240 × 1,701 =)  408,24 g ist auch ein 7-glatter Wert. Er wird manchmal auf 408,25 g gerundet.
- Der arbiträre Definitionswert von 406,4256 Gramm ist zwar kein dezimal vereinfachter Wert, sondern 7-glatt. Als mittlerer Wert stellt er eine moderne Over-all-Rundung aller, auch der später vom Karlspfund abgeleiteten Gewichte dar. 7-glatten Werte behaupten aber nicht, die karolinger Metrologen hätten ihren Pfundwert bis in die zehntel Mikrogrammpräzision bestimmen können, noch dass die Wissenschaft heute den historischen Wert mit ebendieser Präzision feststellen könnte.